# مصفار (تشريح الطيور)

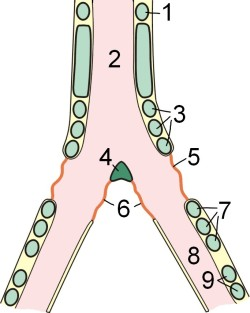
رسم لتشريح المصفار الخاص بالطيور.

المِصْفار أو أُنْبوب المِصْفَار عبارة عن أنبوب في الجهاز الصوتي الخاص بالطيور. يقع عند قاعدة القصبة الهوائية، ويعمل على إصدار الأصوات من دون استخدام الحبال الصوتية، حيث ينتج الصوت من خلال اهتزاز الجدار الخاص بالمصفار أو بعض أجزائه. هذه الاهتزازات تعمل على تنظيم تدفق الهواء وهو ما يقوم بإصدار الصوت. العضلات تعمل على تعديل شكل الصوت عن طريق تغيير توتر الأغشية وفتحات الشعب الهوائية. المصفار يُمكّن بعض أنواع الطيور كالببغاوات من تقليد كلام البشر. يختلف المصفار عن الحنجرة الخاصة بالثدييات إذ يقع حيثما تتفرع القصبة الهوائية بالنسبة للرئتين. ولذلك فإن هنالك إمكانية لتخصيص تغريدة الطيور، كما يمكن لبعض أنواع الطيور المغردة من إصدار أكثر من تغريدة في آنٍ واحد.

## معرض صور

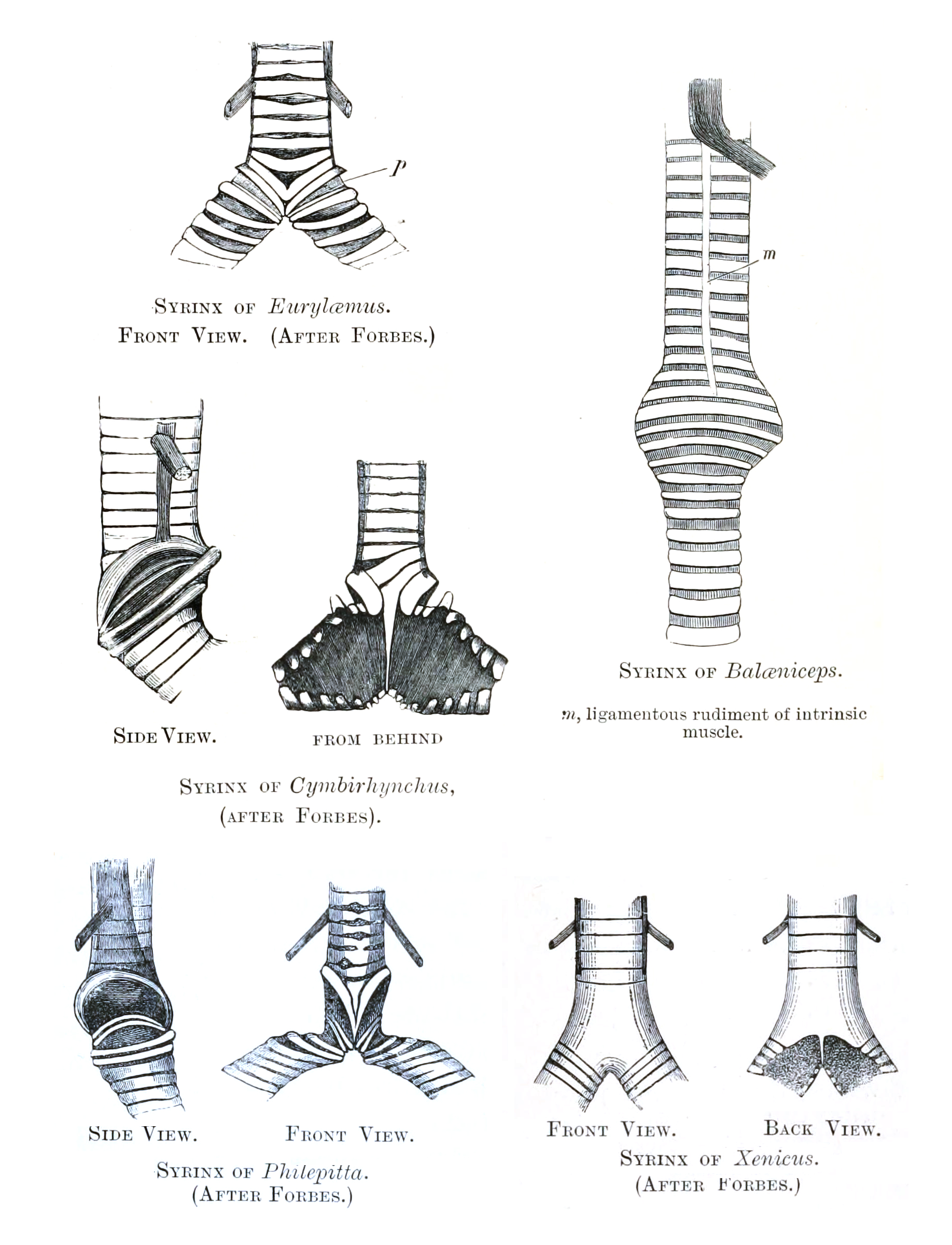
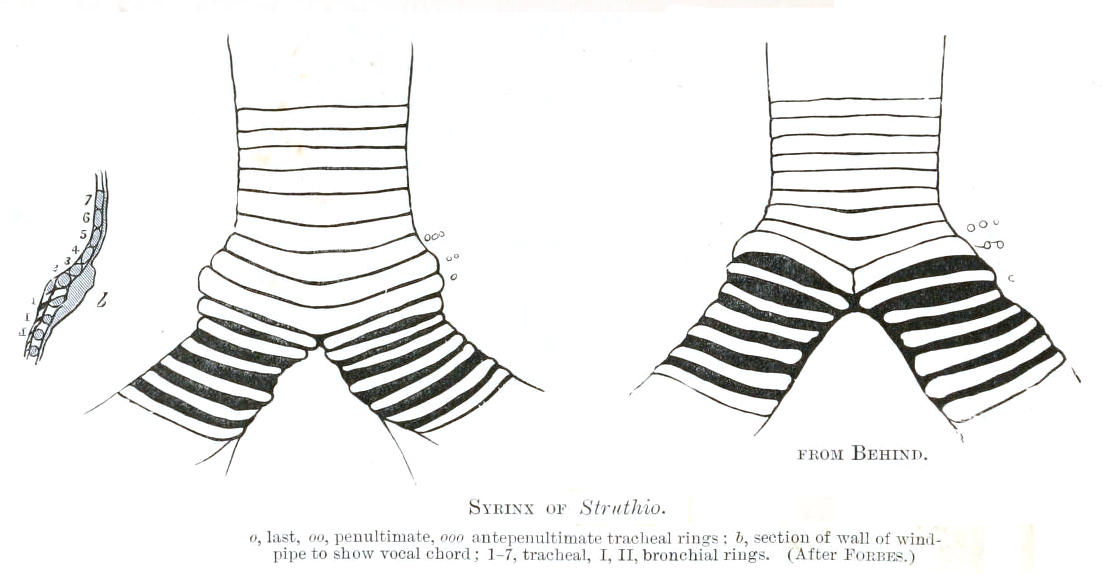
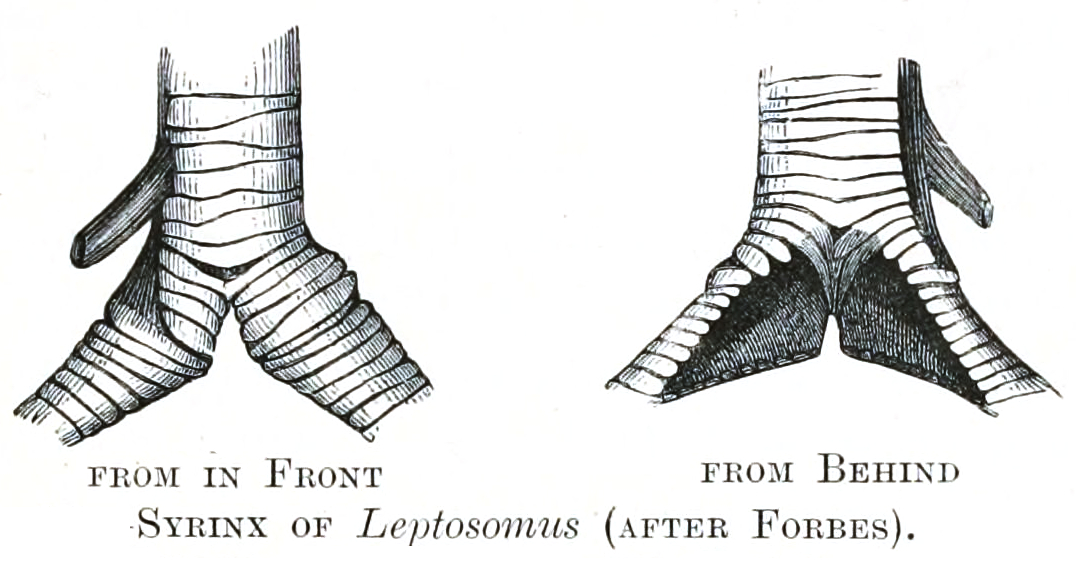
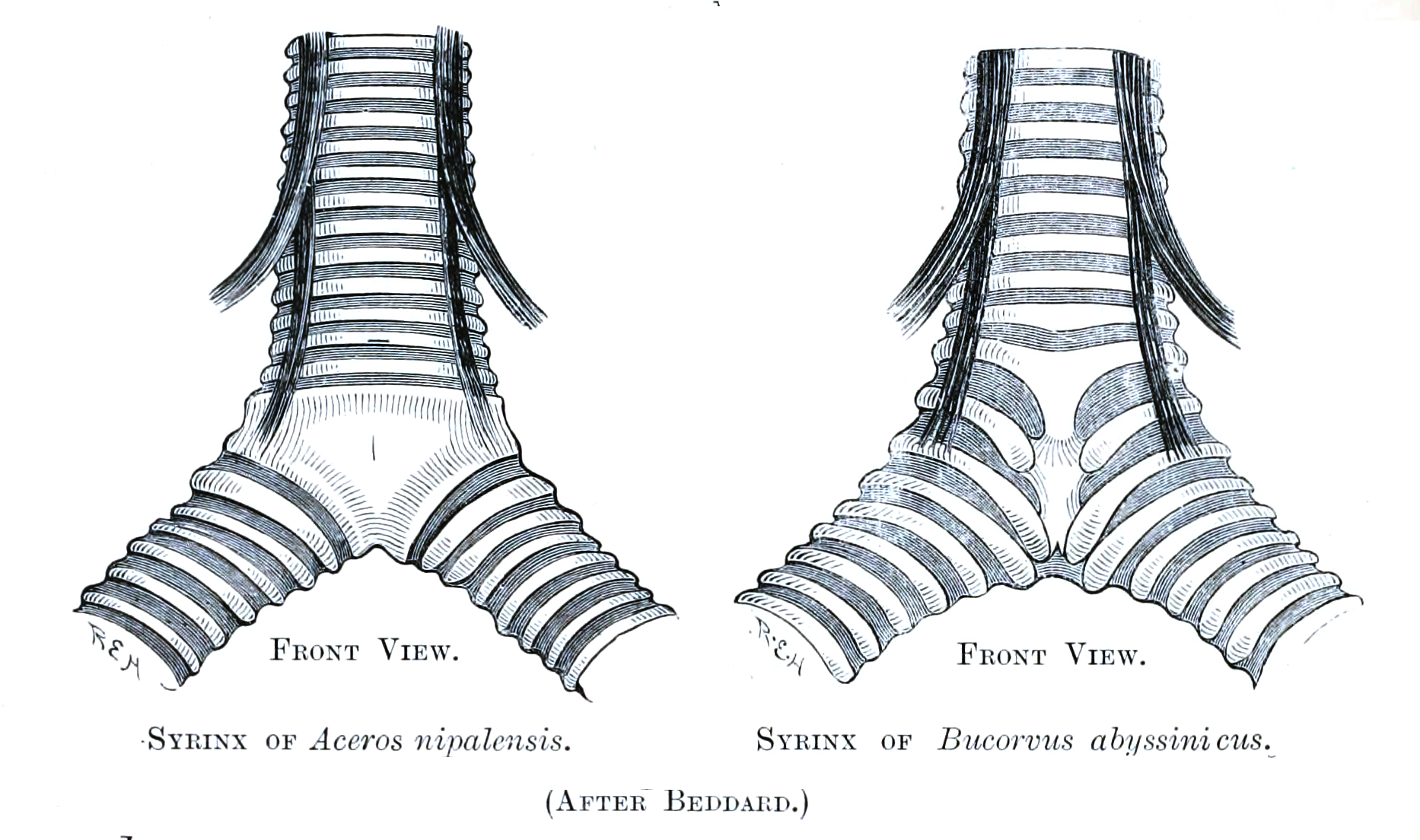